# Robin Frej
Robin Sixten Frej, född 7 april 1998, är en svensk fotbollsspelare (försvarare) som representerar Gais.

## Karriär
Frejs moderklubb är FC Djursholm. Efter spel med Enskede IK i division 1 norra 2017, IFK Stocksund i division 2 norra Svealand 2018–2019 och IF Sylvia i Ettan norra 2020 kom han 2021 till IF Brommapojkarna, som då låg i Ettan norra. Han var med om att spela upp klubben till Superettan 2022, och därefter till Allsvenskan 2023.
Efter säsongen 2022 släppte Brommapojkarna Frej, och den 14 februari 2023 meddelades att han hade skrivit på för Göteborgsklubben Gais. Även med Gais var han med om en uppflyttning, då klubben slutade tvåa i Superettan 2023 och därmed gick upp i Allsvenskan 2024. Under säsongen roterade Gais tränare Fredrik Holmberg något okonventionellt mellan sina fyra mittbackar – förutom Frej även Axel Norén, Anes Cardaklija och Filip Beckman – där de två som var i bäst form eller fungerade bäst ihop för tillfället bildade mittbackspar. Frej, som under säsongen även spelade ytterback, spelade 2023 sammanlagt 27 Superettanmatcher och gjorde 2 mål.
Frej gjorde allsvensk debut borta mot IFK Värnamo i april 2024, i en match som Gais vann med 2–1. Under våren var han en viktig del av Gais mittförsvar, men i en bortamatch mot IK Sirius i juli 2024 råkade han ut för en rejäl hjärnskakning och var därefter borta från spel i över två månader. Efter två kortare inhopp i mitten av september fick han ett bakslag på skadan, och var därefter utanför truppen under resten av säsongen. I oktober 2024 skrev han på ett nytt tvåårskontrakt med Gais, till och med säsongen 2026.